# Люгде
Люгде (нем. Lügde) — город в Германии, в земле Северный Рейн-Вестфалия.
Подчинён административному округу Детмольд. Входит в состав района Липпе.  Население составляет 10 400 человек (на 31 декабря 2010 года). Занимает площадь 88,61 км². Официальный код  —  05 7 66 052.
Город подразделяется на 10 городских районов.